# Cemetery of Scream
Cemetery Of Scream — польская группа, образованная в начале 1990-х в Кракове. Будучи одним из пионеров атмосферного готик/дум-метала, за время своего существования группа снискала известность на международной музыкальной сцене. Характеризуется своеобразным звучанием и атмосферой, а также использованием женского бэк-вокала. Несмотря на долгую историю, имеет относительно небольшую дискографию, каждый альбом из которой не похож на предыдущий.

## Краткая история
Первый состав группы был сформирован в 1992 году. В него вошли Мартин Пивоварчик и Гжегож Ксёнжек, игравшие ранее в трэш- и дэт-группах, но намеревавшиеся исполнять несколько иную музыку.
1993 — с сессионными басистом Яцеком Круликом и вокалистом Мартином Котасем записывают демо-альбом под названием Sameone, который выходит в апреле сразу на двух лейблах — Croon Records в Польше и Wild Rags Records в США. Впоследствии Яцек и Мартин становятся полноправными участниками группы, а затем к коллективу присоединяются Артура Олешкевич (гитара) и Кася Рахвалик (клавишные).
1995 — с приглашёнными музыкантами и вокалистами записывается дебютный альбом Melancholy, вышедший также на двух лейблах — Croon Records для Польши и Serenades Records для Европы. Также снимается первый в истории группы клип на песню «Anxiety», который попал в сборник влиятельного немецкого лейбла, специализирующегося на тяжелой музыке — Nuclear Blast, получивший название «Beauty in Darkness». Голландский журнал «Aardschok» назвал Melancholy альбомом месяца, а немецкий «Metal Hammer» посвятил диску статью с позитивными отзывами в адрес материала и группы.
1998 — выходит второй альбом группы под названием Deeppression, на котором на второй гитаре играет уже Павел Горальчик, сменивший Артура Олешкевича в 1997 году. Выход альбома закрепил успех музыкантов за границей.
1999 — выходит EP Fin de Siecle, материал которого был посвящён войне на Балканах, а также включал в себя кавер-версию песни «Radioactive Toy» группы Porcupine Tree.
2000 — выпуск третьего альбома группы Prelude To A Sentimental Journey, на котором группа решила вернуться к былому звучанию. Пластика получилась в лучших традициях старого материала, но тем не менее не повторяя его. Этот альбом вышел уже на лейбле Mystic Production в Польше, а также на Hammer Muzik в Европе, на Doom Records в Латинской Америке и на Irond Music в России, тем самым расширив зарубежную аудиторию слушателей.
2003 — переход на новый лейбл Metal Mind Productions с переизданием всех ранних работ — Sameone, Melancholy, Deeppression и Fin de Siecle с обновлённым оформлением.
2006 — коллектив покидают сразу два участника — один из основателей группы, ударник Гжегож Ксёнжек, а также вокалист Мартин Котась. На их место приходят Павел Ключевский (вокал) и Томаш Рутковски (ударные). В обновлённом составе записан следующий альбом The Event Horizon, вышедший том же году на лейбле Metal Mind Productions с новой эмблемой. Материал представлял собой атмосферный готик-дум-метал с чистым вокалом, который являлся основным практически во всех песнях.
2009 — издание нового альбома Frozen Images с новым вокалистом Олафом Розанским, пришедшим в группу в 2008 году на место Павла Ключевского. Звучание также обновилось, утяжелилось, и местами проявлялась схожесть с португальцами Moonspell. В числе приглашённых сессионных вокалистов отметился Тымотеуш Тымек Йенджейчик, исполнивший партии второго вокала для песни «Cat’s Grin» и снявшийся в клипе на эту песню. А в клипе 2010 года на песню «Prince Of The City’s Lights» снялась бэк-вокалистка Марта Муха.

## Состав группы

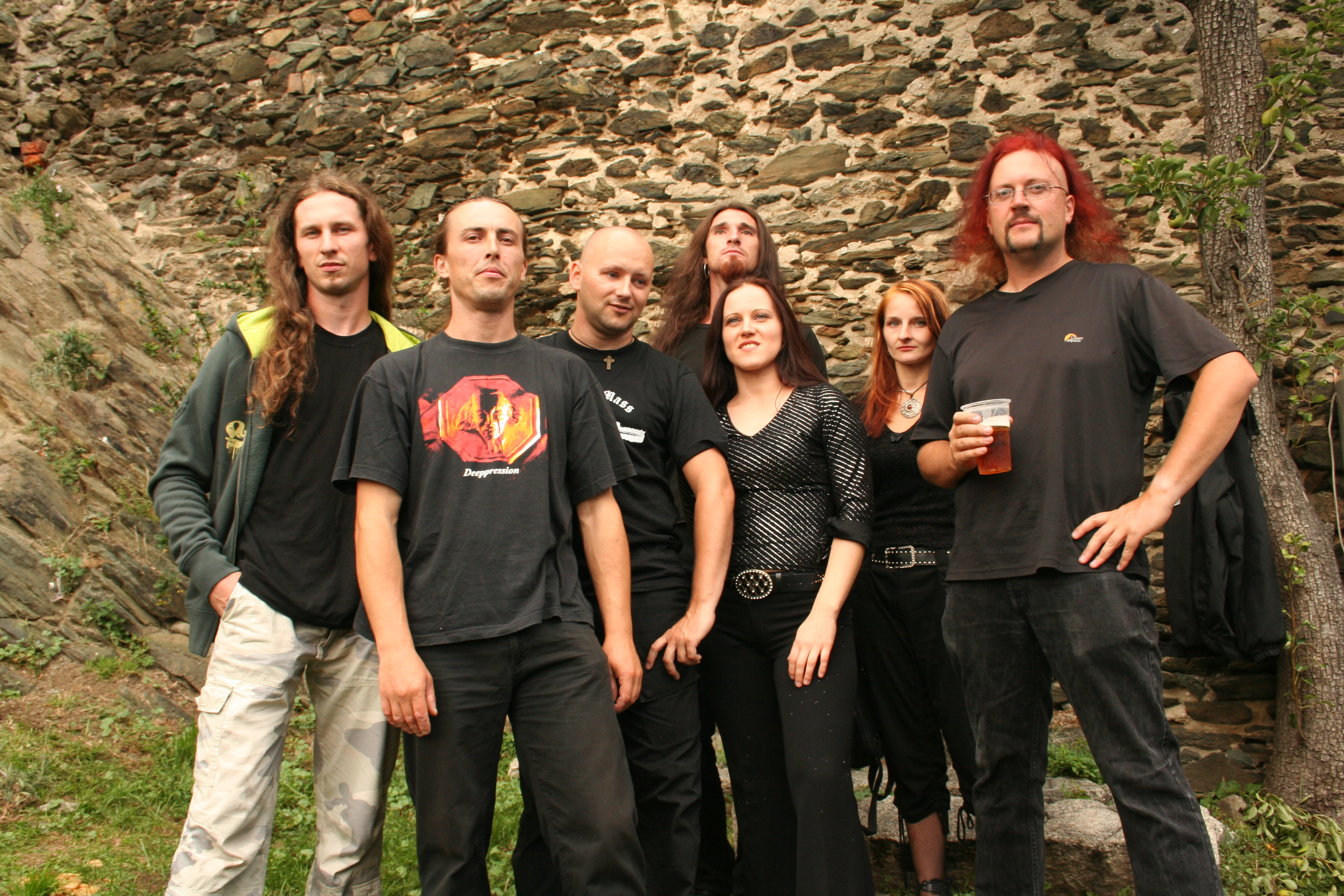
Участники группы в 2007 году

### Нынешний состав
- Олаф Розански — вокал (с 2008);
- Павел Горальчик — гитара (с 1997);
- Марцин Пивоварчик — гитара (с 1992);
- Джасек Кролик — бас (с 1992);
- Катарина Рачвалик — клавишные (с 1992);
- Томас Рутковски — ударные (с 2006).

### Бывшие участники
- Артур Олешкевич — гитара (1992—1997);
- Марсин Котас — вокал (1992—2006);
- Гржегорж Ксязек — ударные (1992—2006);
- Павел Ключевский — вокал (2006—2008).

## Дискография
- Sameone (Demo) (1993)
- Melancholy (1995)
- Deeppression (1998)
- Fin de Siecle (EP) (1999)
- Prelude To A Sentimental Journey (2000)
- The Event Horizon (2006)
- Frozen Images (2009)